# Plaça de São Francisco (São Cristóvão)
La Plaça de São Francisco és una plaça situada al cor de la ciutat brasilera de São Cristóvão, a l'estat de Sergipe. La plaça va ser fundada juntament amb la ciutat el 1607, i el seu entorn han edificis construïts entre els segles xvii i xix. Està protegit a nivell estatal i nacional.Està inscrit a la llista del Patrimoni de la Humanitat de la UNESCO des del 2010.